# 瓦西麗莎·梅倫捷娃
瓦西麗莎·梅倫捷娃（俄语：Васили́са Меле́нтьева，?—1579年），伊凡四世傳說中的第六任妻子，擁有「察麗撒」的頭銜。瓦西麗莎和伊凡四世的婚禮可能是在1575年舉辦，並未經過教會批准（根據俄羅斯東正教教規，教會最多只認可三次婚姻），因此被認為可能不具妻子的正式身分，只能算是妃嬪。現代學者認為她可能不曾存在過，關於她的事蹟可能是19世紀的後人捏造出來的。

## 生平

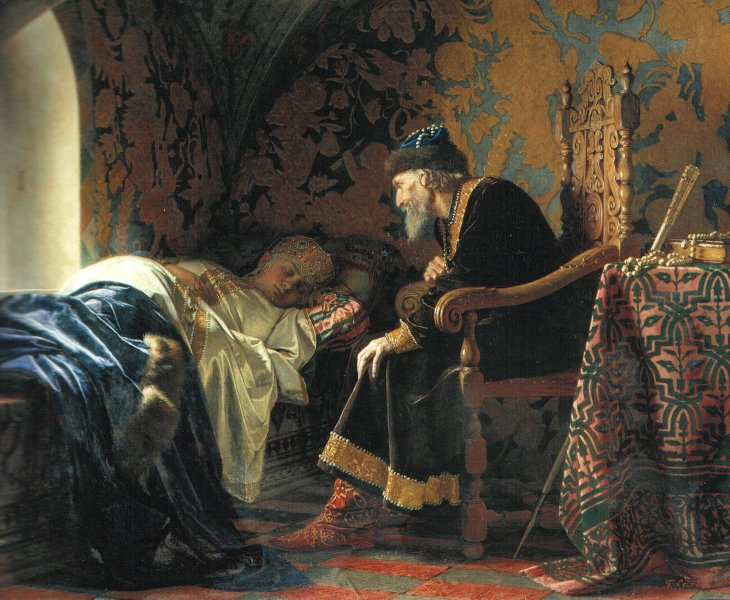
格里戈里·謝多夫1875年所繪製的《恐怖伊凡欣賞瓦西麗莎·梅倫捷娃》

據傳在她嫁給伊凡之前，瓦西麗莎是一位寡婦，她之前的丈夫梅倫提·伊萬諾夫（Мелентий Иванов）是一位書記，曾在立窩尼亞戰爭服役過。雖然沙皇認為她既美麗又甜美，他還是在完婚幾個月後發現她與一位名叫德列捷夫（Devletev）的王爵有染。除了逼瓦西麗莎看著她的情人受穿刺刑以外，做為更進一步的懲處，伊凡四世還將她監禁在修道院中。
在恐怖伊凡的八個妻子當中，只有瑪麗亞·多爾戈茹卡亞（同樣也被認為是19世紀的後人捏造）和瓦西麗莎·梅倫捷娃既沒有墳墓，也沒有在任何官方文件中被提及。
在中世紀的資料當中，沒有證據表明她曾存在，除了以下兩小點曾提及：瓦西麗莎·梅倫捷娃這個名字首次出現，是被18世紀的歷史學家尼古拉·米哈伊洛維奇·卡拉姆津所引用，卡拉姆津簡單地將她的名字和其他伊凡的配偶排列在一塊，並標示其為「妃嬪」（concubine）。在第二部文獻中，瓦西麗莎·梅倫捷娃這個名字更廣泛地被使用，而這個文獻被認為是19世紀惡名昭彰的偽造者亞歷山大·蘇拉卡澤夫（Alexander Sulakadzev）的作品。
亞歷山大·尼古拉耶維奇·奧斯特洛夫斯基在1867年寫了一部以她為主題的劇本：《瓦西麗莎·梅倫捷娃 (戲劇)》。